# A Techno Tribute to Depeche Mode
A Techno Tribute to Depeche Mode es un álbum tributo al grupo inglés de música electrónica Depeche Mode publicado en el 2001. El álbum consiste de versiones meramente electrónicas de canciones de Depeche Mode, como en su nombre indica, realizadas por agrupaciones de la escena electro menos conocidas.

## Listado de canciones
1. Intro
2. Strangelove por Audio Science
3. Behind the Wheel por Kirk
4. Pimpf por Axis 01
5. Blasphemous Rumours por Blasphemous Garden
6. Just Can't Get Enough por Bypass Unit
7. Any Second Now por Para One
8. Waiting for the Night por Lindum & Lindum
9. One Caress por Godheads
10. Little 15 por Mirrorman
11. Get the Balance Right por The Scarabs

Todas las canciones fueron escritas por Martin Gore, excepto Just Can't Get Enough, la cual es de la autoría de Vince Clarke. En algunos lanzamientos el álbum fue titulado de manera larga I Just Can't Get Enough: A Techno Tribute to Depeche Mode.